# Tarcoola
Tarcoola is een kleine plaats in het binnenland van Zuid-Australië met 38 inwoners (stand 2006). Tarcoola ligt op 740 km ten noordwesten van de Zuid-Australische hoofdstad Adelaide en werd op 21 februari 1901 gesticht. Tarcoola werd vernoemd naar een nabijgelegen goudmijn, die op haar beurt naar een renpaard was vernoemd dat in 1893 de Melbourne Cup had gewonnen.
Tarcoola ligt op het punt waar de twee langste Australische spoorlijnen bij elkaar komen: de Trans-Australian Railway vanuit Perth in het westen en The Ghan vanuit Darwin in het noorden.